# Colletes popovi
Colletes popovi är en biart som beskrevs av Noskiewicz 1936. Colletes popovi ingår i släktet sidenbin, och familjen korttungebin. Inga underarter finns listade i Catalogue of Life.